# Hornsea
Hornsea är en stad och en civil parish i kommunen East Riding of Yorkshire i England. Orten har 8 243 invånare (2001). Byn nämndes i Domedagsboken (Domesday Book) år 1086, och kallades då Hornesse(i).